# أرماندو تشافيز
أرماندو تشافيز (بالإسبانية: Armando Chávez)‏ هو مجدف مكسيكي، ولد في 22 يوليو 1955.

## وصلات خارجية
- أرماندو تشافيز على موقع الاتحاد الدولي للتجديف (الإنجليزية)
- أرماندو تشافيز على موقع اللجنة الأولمبية الدولية (الإنجليزية)
- أرماندو تشافيز على موقع أوليمبيديا (الإنجليزية)